# Трёхкарточный покер
Трехкарточный покер (англ. Three card poker) — вариация покера для
казино, где игрок играет против заведения. Трехкарточный покер изобрел Дерек Уэбб (Derek Webb) в 1994 году. В игре используется колода из 52 карт.

## Правила игры
Игроки перед раздачей карт, должны сделать ставку ante и/или pairplus (pairs+). После размещения ставок всеми игроками, дилер сдаёт игрокам и себе по 3 карты. Затем игроки могут сбросить карты, потеряв все свои ставки или продолжить игру, сделав ставку call (bet). Как только все игроки приняли решения по ставкам, дилер вскрывает карты игроков. Если у игроков стоит ставка pairplus (pairs+) и на руках есть комбинация не меньше «пары», то игроку сразу оплачивается ставка pairplus (pairs+) в соответствии с таблицей выплат. Если же покерной комбинации нет, тогда ставка pairplus (pairs+) проигрывается. Затем дилер сравнивает свои карты с картами игроков. Если у дилера нет игры (у дилера все карты младше дамы)— игроку выплачивается ставка ante в двойном размере. Если у дилера есть игра и у игрока карты старше чем у дилера — выигрывает игрок с выплатой выигрыша по ставкам ante и bet 1:1 или в зависимости от его комбинации по таблице выплат.

## Таблица выплат
Независимо от карт дилера, в случае вашего выигрыша или ничьи, ставка ante будет оплачена дополнительно в соответствии с таблицей выплат. Приоритет покерных комбинаций в трехкарточном покере отличается от классических вариантов в связи с тем, в связи с наличием только 3 карт. В некоторых казино выплаты могут отличаться от стандартных.
| Покерная комбинация | Выигрыш по ставке «ante» | Выигрыш по ставке «pairplus» |
| ------------------- | ------------------------ | ---------------------------- |
| Стрит Флеш          | 4 к 1                    | 40 к 1                       |
| Тройка              | 3 к 1                    | 20 к 1                       |
| Стрит               | 1 к 1                    | 5 к 1                        |
| Флеш                | -                        | 4 к 1                        |
| Пара                | -                        | 1 к 1                        |

## Стратегия игры
Оптимальная стратегия заключается в том, чтобы ставить ставку call (bet), только если карты составляют даму, 6 и 4 или более сильную комбинацию карт. Использование этой стратегии снижает преимущество казино до 3,37 %.